# گابریل ورون
گابریل ورون (انگلیسی: Gabriel Veron؛ زادهٔ ۳ سپتامبر ۲۰۰۲) بازیکن فوتبال اهل برزیل است.
از باشگاه‌هایی که در آن بازی کرده‌است می‌توان به پالمیراس اشاره کرد.
وی همچنین در تیم ملی فوتبال زیر ۱۷ سال برزیل بازی کرده‌است.